# Södermanlands län
Södermanlands län, informellt Sörmlands län, är ett av  Sveriges län, beläget i landskapet Södermanland i sydöstra Svealand. Länets residensstad är Nyköping men dess största ort är Eskilstuna. Före 1850 benämndes länet även Nyköpings län, eftersom länet bildades vid länsreformen 1634 utifrån det tidigare Nyköpings län.
Södermanlands läns valkrets utgör valkrets vid riksdagsval i Sverige.

## Historia

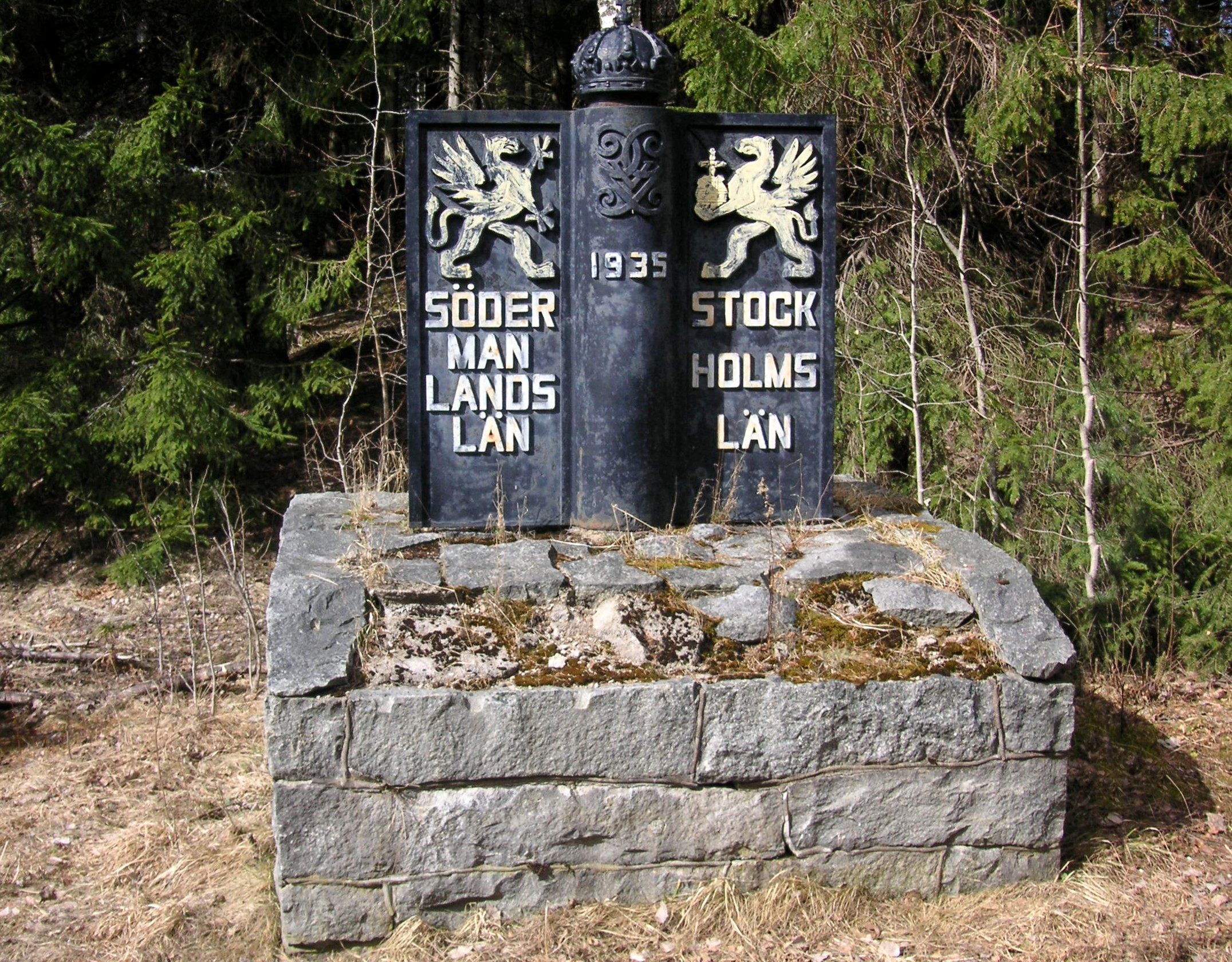
Gränsmarkering Södermanlands län–Stockholms län från 1935.

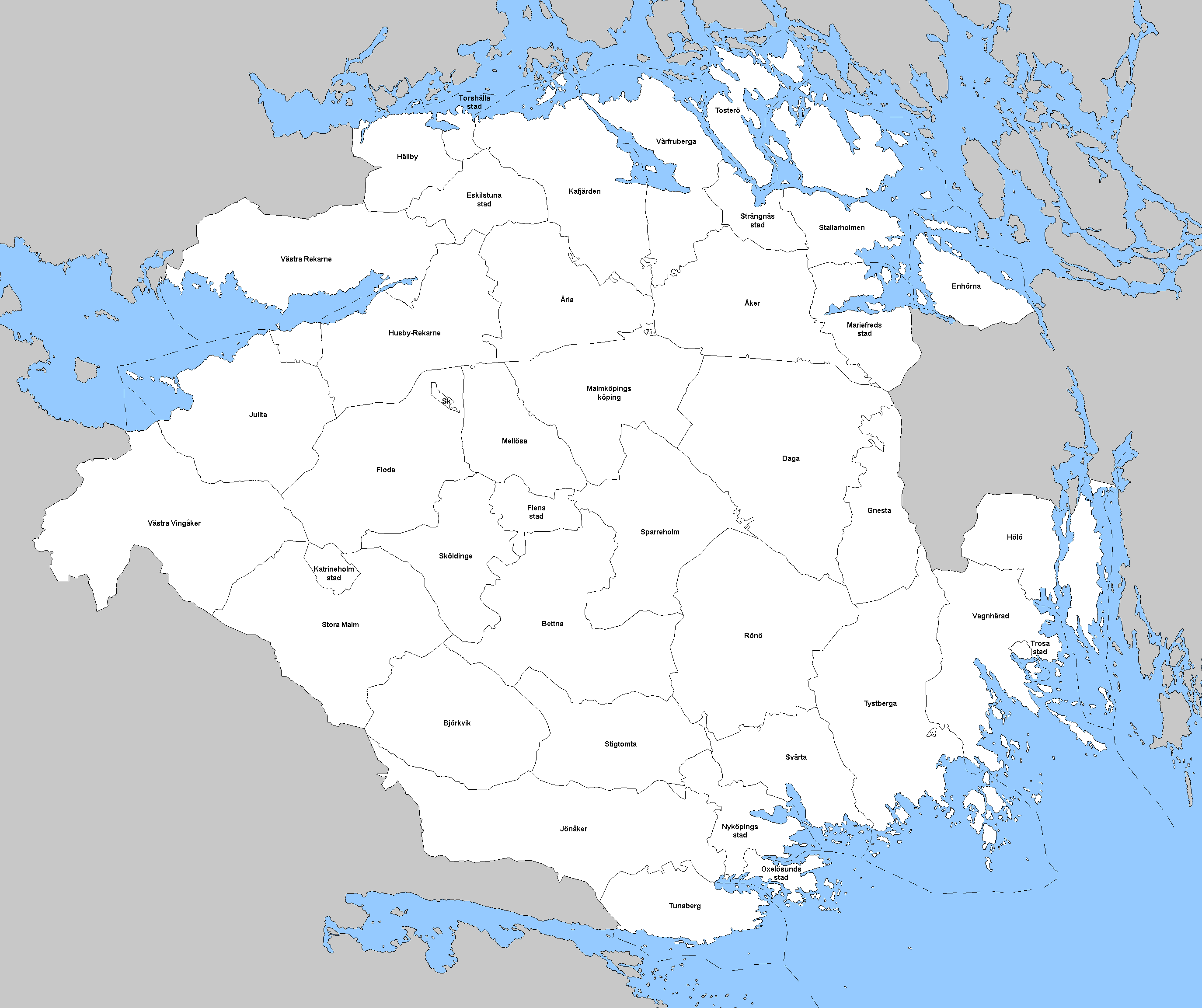
Kommuner i Södermanlands län 1952. Notera att länsgränsen har ändrats sen dess. Vid kommunreformen på 1970-talet överfördes hela Hölö, Enhörna samt del av Mariefreds stad (Taxinge församling) till Stockholms län.

Länet bildades år 1634. År 1714 bröts östra delen av länet ut  och slogs samman till det nybildade Stockholms län.

## Geografi
Länet omfattar de västra och södra delarna av landskapet Södermanland. En liten del av Vingåkers kommun tillhör Närke och en liten del av Strängnäs kommun tillhör Uppland. En liten del av Nyköpings kommun tillhör Östergötland.

## Styre och politik

### Administrativ indelning

#### Kommuner
| - Eskilstuna - Flen - Gnesta | - Katrineholm - Nyköping - Oxelösund | - Strängnäs - Trosa - Vingåker |

### Politik

#### Politiska majoriteter i Södermanlands län
| Region          | Politiskt styre | Politiskt styre | Politiskt styre | Politiskt styre | Politiskt styre | Politiskt styre | Politiskt styre | Antal mandat | Källa |
| Region Sörmland |                 |                 |                 | S+VfP+C         | S+VfP+C         | S+VfP+C         | S+VfP+C         | 42 av 79     | [ 3 ] |

| Kommun      | Politiskt styre | Politiskt styre | Politiskt styre | Politiskt styre | Politiskt styre | Politiskt styre | Politiskt styre | Antal mandat         | Källa  |
| Eskilstuna  |                 |                 |                 | S+M+C           | S+M+C           | S+M+C           | S+M+C           | 39 av 65             | [ 4 ]  |
| Flen        |                 |                 |                 | S+V+MP          | S+V+MP          | S+V+MP          | S+V+MP          | 19 av 45 (minoritet) | [ 5 ]  |
| Gnesta      |                 |                 | S+M             | S+M             | S+M             | S+M             | S+M             | 15 av 31 (minoritet) | [ 6 ]  |
| Katrineholm |                 |                 | S+M             | S+M             | S+M             | S+M             | S+M             | 30 av 51             | [ 7 ]  |
| Nyköping    |                 |                 |                 | S+C+MP          | S+C+MP          | S+C+MP          | S+C+MP          | 28 av 61 (minoritet) | [ 8 ]  |
| Oxelösund   |                 |                 | S+V             | S+V             | S+V             | S+V             | S+V             | 16 av 31             | [ 9 ]  |
| Strängnäs   |                 |                 | M+S             | M+S             | M+S             | M+S             | M+S             | 29 av 55             | [ 10 ] |
| Trosa       |                 |                 |                 |                 | M+C+L+KD        | M+C+L+KD        | M+C+L+KD        | 19 av 35             | [ 11 ] |
| Vingåker    |                 |                 |                 |                 | S+C+KD+MP       | S+C+KD+MP       | S+C+KD+MP       | 16 av 31             | [ 12 ] |

## Befolkning

### Demografi

#### Tätorter
De största tätorterna i länet enligt SCB:
| Nr | Tätort      | Folkmängd (31 december 2019) |
| -- | ----------- | ---------------------------- |
| 1  | Eskilstuna  | 70 729                       |
| 2  | Nyköping    | 33 546                       |
| 3  | Katrineholm | 24 467                       |
| 4  | Strängnäs   | 14 372                       |
| 5  | Oxelösund   | 11 405                       |
| 6  | Torshälla   | 9 375                        |
| 7  | Trosa       | 6 821                        |
| 8  | Flen        | 6 659                        |
| 9  | Gnesta      | 6 385                        |
| 10 | Skiftinge   | 5 173                        |

Residensstaden är i fet stil

#### Befolkningsutveckling
| Befolkningsutvecklingen i Södermanlands län 1970–2024 | Befolkningsutvecklingen i Södermanlands län 1970–2024 | Befolkningsutvecklingen i Södermanlands län 1970–2024 | Befolkningsutvecklingen i Södermanlands län 1970–2024 | Befolkningsutvecklingen i Södermanlands län 1970–2024 |
| ----------------------------------------------------- | ----------------------------------------------------- | ----------------------------------------------------- | ----------------------------------------------------- | ----------------------------------------------------- |
|                                                       |                                                       |                                                       |                                                       |                                                       |
| År                                                    |                                                       |                                                       | Invånare                                              |                                                       |
| 1970                                                  | 1970                                                  |                                                       | 248 412                                               | 248 412                                               |
| 1975                                                  | 1975                                                  |                                                       | 251 913                                               | 251 913                                               |
| 1980                                                  | 1980                                                  |                                                       | 252 536                                               | 252 536                                               |
| 1985                                                  | 1985                                                  |                                                       | 249 701                                               | 249 701                                               |
| 1990                                                  | 1990                                                  |                                                       | 255 636                                               | 255 636                                               |
| 1995                                                  | 1995                                                  |                                                       | 258 700                                               | 258 700                                               |
| 2000                                                  | 2000                                                  |                                                       | 256 033                                               | 256 033                                               |
| 2005                                                  | 2005                                                  |                                                       | 261 895                                               | 261 895                                               |
| 2010                                                  | 2010                                                  |                                                       | 270 738                                               | 270 738                                               |
| 2015                                                  | 2015                                                  |                                                       | 283 712                                               | 283 712                                               |
| 2020                                                  | 2020                                                  |                                                       | 299 401                                               | 299 401                                               |
| 2024                                                  | 2024                                                  |                                                       | 301 542                                               | 301 542                                               |
| Källa: SCB - Folkmängd efter region och tid.          |                                                       |                                                       |                                                       |                                                       |

År 1800 bodde sju procent av länets befolkning i städerna. År 1900 hade siffran stigit till 17 procent fördelad på sex städer och köpingen Malmköping. År 1969 var 13 procent av länets befolkning bosatt utanför tätorterna.

## Kultur

### Traditioner

#### Kultursymboler och viktiga personligheter
Länsvapnet 
Blasonering: I fält av guld en upprest svart grip med röd beväring, därest sådan skall komma till användning.
Länsstyrelsen har sedan gammalt använt Södermanlands landskapsvapen och detta bruk stadfästes 1940, trots att enheterna inte geografiskt överensstämmer.